# 陈鹤桥
陈鹤桥（1914年8月17日—2008年12月21日），是中国人民解放军开国将领，少将军衔。安徽霍邱人。
陈鹤桥1931年参加农民暴动，次年加入中国工农红军，在鄂豫皖苏区红军各部作战并跟随红二十五军长征。抗日战争爆发后进入中国人民抗日军政大学学习，毕业后留校任职，后至太行山区主持陆军学校，并指挥学校学生在太行山区与日军进行周旋，粉碎了日军的两次太行山大扫荡。第二次国共内战时期在晋冀鲁豫野战军政治部工作，随军参加晋冀鲁豫野战军和第二野战军的所有重大战役，参加鲁西南战役，跟随刘伯承邓小平进军大别山，参加淮海战役、渡江战役并进军中国西南诸省。
中华人民共和国成立后即在西南军区任职，1954年离开军区机关任十四军政委，1955年获少将军衔。1957年进入解放军政治学院学习，毕业后任昆明军区副政委。1965年担任中国人民解放军通信兵政治委员，1975年任第二炮兵政治委员。1982年退役。
2008年12月21日在北京病逝。